# Masurische Befreiungsorganisation
Die Masurische Befreiungsarmee oder „Masurische Befreiungsorganisation“ (pol.: Mazurskie Siły Wyzwoleńcze) war ein loser Zusammenschluss masurischer Freiwilliger, die von 1950 bis 1954 gegen die Volksrepublik Polen, die Zwangspolonisierung und katholische Gegenreformation kämpfte. Die Mitglieder der Organisation planten, mit Hilfe von versteckten Wehrmachtsbeständen im Falle des Ausbruchs des Dritten Weltkriegs einen Aufstand zu starten, um den Kommunismus zu besiegen und Masuren Deutschland anzuschließen.

## Gründung
Auf Initiative des damals 20-jährigen Joachim Schaak wurden in den Masuren mehrere bewaffnete Partisanengruppen masurischer Freiwilliger gegründet, die Schaak die „Masurische Befreiungsorganisation“ nannte. Im November 1950 im Dorf Lindendorf (Lipowo) im Kreis Sensburg (Mrągowo) wurde die erste Gruppe gegründet. Sie umfasste anfangs etwa ein Dutzend Personen, darunter auch ein Bruder Schaaks. In der Folge baute Schaak ein Netzwerk von 54 über ganz Polen verteilten Informanten auf, die für ihn Spionageaufträge (insbes. Militär- und Wirtschaftsspionage) betrieben. Sie war damit die größte deutsche Untergrundorganisation in der Volksrepublik Polen.

## Aktivitäten
Die Hauptzelle in Lindendorf war seit Anfang 1951 tätig und verübte innerhalb weniger Monate mehrere (Raub-)Anschläge auf Gemeinde- und Postämter sowie auf Wohnungen von Parteiaktivisten. Um Schaaks Guerillas zu bekämpfen, wurden beträchtliche Kräfte von Sicherheitseinheiten eingesetzt, denen es gelang, seine Identität festzustellen, aber er entging einer Verhaftung, nutzte die Verbindungen zur lokalen Bevölkerung und zog sich immer wieder in die dichten Wälder Masurens zurück.
Schaaks Tätigkeit wurde vom amerikanischen Geheimdienst unterstützt, die er bei mehrmaligen illegalen Reisen zwischen Polen und Berlin kontaktierte. Dabei schmuggelte er auch Masuren nach Westdeutschland. Es bestanden Kontakte zur Ukrainischen Befreiungsarmee und dem polnisch-nationalistischen-Widerstand. Belegt sind Kontakte zur Organisation Gehlen.
Mit der Verhaftung Schaaks 1953 wurden die Aktivitäten der Masurischen Befreiungsarmee eingestellt. Schaak wurde am 24. Oktober 1953 von einem Militärgericht in Allenstein in einem Schauprozess (u. a. wurde dem bei Kriegsende 15-jährigen eine Mitgliedschaft in der SS unterstellt) zum Tode verurteilt. Das Urteil wurde am 15. März 1954 vollstreckt. In den offiziellen Dokumenten fehlen Belege für die Vollstreckung des Urteils. Zwei Mitangeklagte erhielten über 10-jährige Haftstrafen.
Nach seiner Verhaftung kam es in Masuren zu einer weiteren Verhaftungswelle, die Behörden erwogen auch kurz die Idee, einen Teil der Masurischen Ureinwohner in das Bieszczady-Gebirge umzusiedeln.
Nach dem Abschluss des Vertrags über Familienzusammenführungen zwischen dem Deutschen Roten Kreuz und der Volksrepublik Polen 1955 verließ die weit überwiegende Mehrheit der Masuren Polen, um sich in der Bundesrepublik Deutschland anzusiedeln.

## Einordnung
Dem ehemaligen HJ-Mitglied Schaak wurde bei der Urteilsverkündung „Spionage und Terror“ vorgeworfen. Er wurde dabei zur Gruppe der Werwölfe gezählt, obwohl er seine Aktivitäten erst 5 Jahre nach Kriegsende aufnahm. Die polnische Geschichtsschreibung seit 2010 geht dabei von einer gewollten Übertreibung aus, um das Todesurteil zu rechtfertigen.

## Literarische Bearbeitung
Über Schaaks Verhaftung wurden mehrere kommunistische Propagandabücher geschrieben, der Jugendroman von Halina Rudnicka 1958: „Zielona rakiet“ (Die grüne Rakete) nimmt auf seine Fluchthilfe Bezug.
2022 wurde Raimar Neufeldts Theaterstück „… und die Großen lässt man laufen“  im Forum Baltikum-Dittchenbühne uraufgeführt. Das Stück stützt sich auf Interviews, die Neufeldt mit den Mitgliedern der Masurischen Befreiungsarmee vor deren Tod führen konnte.